# Hvem skal med hvem?
Hvem skal med hvem? er en dansk dokumentarfilm fra 1971, der er instrueret af Nils Vest.

## Handling
Reportage fra optagelserne af en pornofilm med fem deltagere, ledet af instruktør Bent Næsby. Resultatet er pornofilmen Do it yourself.